# سبيرامايسين
سبيراميسين (بالإنجليزية: Spiramycin)‏ هو مضاد حيوي ينتمي إلى مجموعة الماكروليد ومضاد للطفيليات، ويستخدم لعلاج داء المقوسات والتهابات أخرى مختلفة في الأنسجة الرخوة، وعلى الرغم من استخدامه في أوروبا وكندا والمكسيك، إلا أنه لا يزال يعد دواء تجريبيا في الولايات المتحدة، ولكن يمكن الحصول عليه أحيانا بإذن خاص من إدارة الغذاء والدواء لداء المقوسات في الثلث الأول من الحمل. 
وقد استخدم سبيراميسين في أوروبا منذ عام 2000 تحت الاسم التجاري "روفاميسين"، التي تنتجها رون بولنس رورر وفامار ليون في فرنسا وإزاسيباسي إيلاي في تركيا. كما تم إنتاجه تحت اسم روفاميسين في كندا (وتم توزيعه من قبل شركة أودانلابوراتوريز)، إذ يتم بيعه في معظمه لأطباء الأسنان لمعالجة التهابات الفم.
سبيراميسين هو ماكروليد يتتألف من 16 حلقة. تم اكتشافه في عام 1952. ويعطى عن طريق الفم ويستخدم منذ العام 1955، أما في عام 1987 تم استخدامه حقنًا في الممارسة العملية.
ينطوي عمل سبيراميسين على تثبيط تخليق البروتين في الخلية البكتيرية خلال عملية انتقال الحمض النووي الريبوزي الناقل من الموقع A إلى الموقع P ومنه إلى الموقع E الموجود على الحمض النووي الريبوزي الريبوسومي.
ويعد السبيراميسين فعالا للبكتيريا الموجبة الغرام والبكتيريا العصوية منها، والمكورات السالبة الغرام، وكذلك البكتيريا الفيلقية، والميكوبلازما، والكلاميديا، وبعض أنواع اللولبيات، والأنواع التوكسوبلازما الغوندية والكريبتوسبوريديوم. والبكتيريا المعوية، والبكتيريا الزائفة أو البسيودومونادس، وعليه، فإن عمل السبيراميسين الأساسي يكمن في الجراثيم، وتحديدا على سلالات حساسة للغاية، لذلك فهو يعمل كمبيد لها.
كما يعد السبيراميسين فعالا داخل الجسم الحي أكثر من النتائج النظرية في المختبر، ويفسر هذا، ذلك التقارب الكبير بين السبيراميسين والأنسجة إذ إنه يحقق تركيزا أعلى بمرات عديدة من التركيز الموجود في المصل مقارنة بلاريثرومايسين، كما أنه يخرج بشكل بطيء من الأنسجة، عدا عن تأثيره الطويل نسبيا. ويتم تعاطيه عن طريق كل من الحقن والفم.

## التحذيرات
في بداية العلاج قد يحدث إحمرار في كافة أنحاء الجسم مع تشكل بثور وقد يصحب هذا حُمّى، بالإضافة إلى أنه قد يشتبه بحدوث ردة فعل حادة تسمى بثار الطفح الحاد المعمم. كذلك يسبب السبيراميسين في بعض آثاره الجانبية اضطرابا في ضربات القلب أو تسمما أو اضطرابا في وظائف الكبد. لهذا يجب التوقف عن استخدام السبيراميسين عند ظهور أي من هذه العلامات.
احتياطات هامة
يمنع استخدام السبيراميسين في حالة نقص إنزيم غلوكوز-6-فوسفاتاز وهو الإنزيم الذي يحفز عملية فصل مجموعة الفوسفات من غلوكوز-6-فوسفات، فنقصه يسبب فقر الدم وهو مرض وراثي نادر. كما أنه يفرز في حليب الثدي فلا ينصح بالرضاعة الطبيعية أثناء العلاج بهذا المضاد.

## وصلات خارجية
- SPIRAMYCIN - ORAL CAPSULE side effects, medical uses, and drug interactions.